# René David
René David (Paris, França, 12 de janeiro de 1906 — Aix-en-Provence, França, 26 de maio de 1990) foi um jurista francês.
Iniciou a carreira docente em 1929, aos 23 anos, quando foi aprovado em concurso da Faculdade de Direito da Universidade de Grenoble. De 1933 a 1935 foi professor convidado na Universidade de Cambridge, por solicitação de Harold Cooke Gutteridge, então professor de Direito Comparado na instituição.
Combatente na Segunda Guerra Mundial, acabou capturado e feito prisioneiro no campo de prisioneiros Oflag X-B, na Alemanha. Após fugir, retornou a Grenoble, onde logo se juntou a La Résistance. Em batalha na Córsega foi gravemente ferido, tendo o episódio lhe imposto sérias limitações motoras pelo resto da vida.
Findada a guerra, assumiu a cadeira de Direito Comparado na Universidade de Paris (fr), lá permanecendo até 1968, quando o levante estudantil de maio de 1968 engatilhou uma ampla reestruturação na universidade, que culminaria em sua divisão em trezes instituições independentes dois anos mais tarde. Diante da situação de incerteza, optou por se mudar para Aix-en-Provence, passando a ensinar na universidade local, onde permaneceria até se aposentar da docência, em 1976.
Ainda naquele mesmo ano, recebeu o Prêmio Erasmus, por sua notável contribuição à cultura europeia.